# Epitola carcina
Epitola carcina är en fjärilsart som beskrevs av William Chapman Hewitson 1873. Epitola carcina ingår i släktet Epitola och familjen juvelvingar. Inga underarter finns listade i Catalogue of Life.